# 波爾克維爾 (密西西比州)
波爾克維爾（英語：Polkville）是位於美國密西西比州史密斯縣的城鎮。

## 人口
根據2020年美國人口普查的數據，波爾克維爾的面積為44.48平方千米，皆為陸地。當地共有人口588人，而人口密度為每平方千米13人。